# Piatra care crește
„Piatra care crește” (în franceză La Pierre qui pousse) este o povestire a scriitorului francez Albert Camus. Ea a fost publicată pentru prima dată în 1957, ca parte dintr-o colecție intitulată Exilul și împărăția (L'exil et le royaume). Acțiunea povestirii se petrece în Brazilia (pe care Camus a vizitat-o în 1949): D'Arrast, un inginer francez, a venit acolo pentru a construi un dig de-a lungul unui râu. Obosit și singur, el se va integra în grupul social din sat prin participarea la un festival care combina o sărbătoare creștină și ritualuri voodoo. El este un Sisif fericit că a luat parte la acțiunea colectivă prin purtarea unei pietre în timpul procesiunii. 

## Rezumat
Povestirea îl urmărește pe un inginer francez, d'Arrast, cum este condus de un șofer localnic, Socrates, în orașul Iguape (Brazilia), unde trebuie să construiască un dig înalt care să prevină indundarea cartierelor mărginașe de apele unui râu învolburat. După un drum de noapte prin junglă, D'Arrast se trezește în Iguape și este întâmpinat de notabilitățile orașului. Un incident izbucnește după ce șeful poliției, aparent beat, vrea să-i vadă pașaportul lui d'Arrast și susține că documentul nu este în ordine. Ceilalți demnitari ai orașului sunt jenați și își cer scuze, iar judecătorul îi cere lui d'Arrast să aleagă o pedeapsă pentru șeful poliției, ceea ce inginerul refuză să facă.
Cu prilejul unui tur prin periferia orașului, d'Arrast observă sărăcia populației de culoare care trăia acolo. El intră într-o colibă și este servit cu rom de fiica gazdei, ca parte a vizitei sale, deși simte ostilitatea localnicilor față de el și de însoțitorii săi. La întoarcere, șoferul îi explică ritualul care trebuia să aibă loc în acea noapte. După ce a găsit o statuie a lui Isus plutind în derivă pe mare și apoi pe râu, localnicii au așezat-o într-o grotă, unde, de atunci, a crescut o piatră. Acum, ei sărbătoresc miracolul în fiecare an, cu un festival și o procesiune.
Socrates și d'Arrast întâlnesc apoi un marinar bătrân care le povestește propria sa minune. El le explică faptul că vaporul pe care era a luat foc și el a căzut din barca de salvare. Aflat în apele râului, a recunoscut lumina de la biserica din Iguape și, în ciuda faptului că era un înotător slab, a fost capabil să înoate către ea în siguranță. Marinarul i-a promis lui Isus că, dacă va fi salvat, va căra o piatră de 50 de kilograme în procesiune către biserică. După ce-i spune povestea, marinarul îl invită pe d'Arrast să vină la o ceremonie diferită din acea seară, cu dans, deși precizează că el-însuși nu va dansa pentru că a promis că va căra piatra a doua zi.
După căderea amurgului, d'Arrast îl urmează pe marinar și pe fratele acestuia la o colibă din apropierea pădurii, unde se află o statuetă sau un idol al unui zeu cu coarne, în jurul căreia dansează bărbații și femeile. Pe măsură ce tobele sună mai tare și mai repede, dansatorii se dezlănțuie, iar noul prieten al lui d'Arrast își uită hotărârea de a nu dansa și se alătură grupului. D'Arrast încearcă să-i amintească că nu trebuie să danseze, dar i se cere să părăsească ceremonia.
În ziua următoare, d'Arrast privește procesiunea din oraș și îl observă pe prietenul său din noaptea trecută încercând să-și țină promisiunea. Marinarul se luptă să care piatra de 50 kg și cade de mai multe ori pe drum. D'Arrast se apropie de el și încearcă să-l susțină, dar fără folos. Obosit de la dansul de noaptea trecută, marinarul trebuie să renunțe la încercarea sa de a căra piatra către biserică.
Atunci când marinarul cade pentru ultima oară, d'Arrast decide să-i preia el sarcina. El ia piatra de la prietenul său și o cară spre biserică. Piatra pare să devină mai grea și el face eforturi mari pentru a o purta. Cu toate acestea, se hotărăște brusc să-și schimbe traseul și să-și ducă povara nu la biserică, ci către coliba marinarului din cartierul de jos, unde o aruncă în mijlocul camerei. Când marinarul și fratele acestuia îl ajung din urmă pe d'Arrast, ei nu reacționează cu mânie, ci îl invită să ia loc și să li se alăture.

## Ideea povestirii
Primul semn de simpatie al lui d'Arrast față de oamenii de rând are loc atunci când el refuză să-l pedepsească pe șeful poliției. Mai târziu, el este de acord să asiste la ritualurile precreștine și de origine africană (deși Camus nu a crezut în dezvoltarea liniară a culturii către un standard creștin) ale oamenilor săraci care trăiesc în cartierul cel mai mizerabil al orașului. Într-un anumit punct, el începe să înțeleagă că marinarul-bucătar, atunci când decide să danseze toată noaptea, pune mai presus tradițiile străvechi față de religia nouă. Refuzul său de a duce piatra în biserică și alegerea sa de a-o pune în centrul colibei rituale simbolizează empatia lui cu acei oameni. Că, la un anumit nivel, îi înțelege, este demonstrat de acceptarea sa de către acei oameni pentru a sta alături de ei în colibă în jurul pietrei.

## Traduceri în limba română
- "Piatra care crește", în vol. Exilul și împărăția (Editura pentru Literatură, București, 1968) - traducere de Irina Mavrodin